# Freudenberg Chemical Specialities
Freudenberg Chemical Specialities wurde 2004 als Geschäftsgruppe innerhalb der Unternehmensgruppe Freudenberg gegründet.
Zu der Gesellschaft gehören die fünf weitgehend eigenverantwortlichen Geschäftsbereiche Klüber Lubrication, Chem-Trend, OKS, SurTec und Capol, die chemische Stoffe entwickeln, produzieren und vertreiben. Die Unternehmen sind Anbieter in den Bereichen Schmierstoffe, Trennmittel für die Kunststoff-, Kautschuk-, Verbundwerkstoff- und Druckgussindustrie, chemotechnisch Wartungsprodukte, Produkte für die Oberflächen- und Galvanotechnik sowie Glanz-, Versiegelungs- und Trennmitteln für die Lebensmittelindustrie.
Zusammen beschäftigt die FCS-Gruppe fast 4.000 Mitarbeiter an über 80 Standorten in rund 40 Ländern. Die Freudenberg Chemical Specialities ist ein Tochterunternehmen der Freudenberg SE, Weinheim.

## Klüber Lubrication

Logo Klüber Lubrication

Klüber Lubrication mit Stammsitz in München stellt Spezialschmierstoffe her. Das Unternehmen ist seit 1966 Teil der Unternehmensgruppe Freudenberg.

## Chem-Trend

Logo Chem-Trend

Chem-Trend ist ein international operierendes Unternehmen mit Hauptsitz in Howell, Michigan, USA. Es liefert Trennmittel an die Automobilindustrie und deren Zulieferer, die Luftfahrtindustrie, das Baugewerbe, die Windkraft- und Reifenindustrie sowie an Unternehmen, die Kunststoffe, Gummi, Holzverbundwerkstoffe, Metalldruckguss oder Polyurethan verarbeiten. Seit 2004 ist Chem-Trend Teil der Freudenberg Chemical Specialities KG München.

### Geschichte
Gegründet wurde Chem-Trend 1960 von dem aus Dänemark emigrierten Chemiker Peer Lorentzen. Lorentzen begann mit der Entwicklung von Formtrennmitteln für Polyurethan-Schaum, wobei er die heimische Küche als Labor und Produktionsstätte nutzte. So entwickelte er Trennmittel, die das Formgebungsverfahren einfacher, zuverlässiger und kosteneffizienter machten.
Wenig später gelang Lorentzen ein vergleichbarer Durchbruch für die Druckgussindustrie. Hier wurden in der Regel hochentzündliche, grafithaltige Formentrennstoffe auf Lösemittel- und Mineralölbasis eingesetzt, die aufgrund der hohen Prozesstemperaturen häufig Feuer fingen. Die Überschüsse verursachten rutschige, unsichere Fußböden in den Fabrikhallen und es kam zu heftiger Rauchentwicklung, was eine Gefährdung der Arbeitssicherheit und ein hohes Gesundheitsrisiko darstellte.
Lorentzen gelang die Herstellung des ersten kommerziell erfolgreichen wasserbasierten Formentrennstoffs. Diese Produktinnovationen machten die Bedingungen in den Druckgussfabriken sauberer und sicherer und ermöglichten die Herstellung rückstandsfreier, blanker Formteile.

## OKS Spezialschmierstoffe

Logo OKS

Die OKS Spezialschmierstoffe GmbH ist ein international operierendes Unternehmen im Bereich Spezialschmierstoffe und chemotechnische Produkte für die industrielle Wartung und Instandhaltung. Der Stammsitz des Unternehmens befindet sich in Maisach bei München, der Vertrieb erfolgt über den spezialisierten Fachhandel.

### Geschichte
Gegründet wurde das Unternehmen im Jahr 1978 von Friedrich Kuhn-Weiss als OmniKote Spezialschmierstoffe GmbH. Im Jahr 1981 erfolgte die Umfirmierung und internationale Registrierung als OKS Spezialschmierstoffe GmbH.
Kuhn-Weiss vertrat den Ansatz, feste Schmierstoffe wie Graphit und Molybdänsulfid-Pulver (Molybdän(IV)-sulfid) als hochdruck- und vibrationsfeste Gleitmittel zur Verschleißminderung einzusetzen. Das Produktportfolio der OKS umfasst heute Spezialschmierstoffe wie Pasten, Öle, Fette und Trockenschmierstoffe sowie chemotechnische Wartungsprodukte wie Korrosionsschutzmittel und Reiniger. OKS war unter anderem beteiligt an der Durchführung des Baus der Maeslant-Sturmflutwehr bei Hoek van Holland (Schmierung des Kugelgelenklagers der Fluttore mit einem Durchmesser von 10 Metern und einem Gewicht von 650 Tonnen), Fertigstellung 1998. Seit 2003 ist OKS in die international tätige Unternehmensgruppe Freudenberg integriert. 2004 gründete Freudenberg die neue Geschäftsgruppe Freudenberg Chemical Specialities, zu der die OKS Spezialschmierstoffe GmbH heute gehört.

## SurTec

Logo SurTec

SurTec ist in über 40 Ländern mit rund 380 Mitarbeitern aktiv. Die Holding SurTec International ist in Bensheim ansässig. Die Firma bietet Lösungen für metallische oder auch andere Oberflächen: wo empfindliche Legierungen gereinigt, Aluminium matt gebeizt und eloxiert, gehärteter Stahl verzinkt, Edelstahl elektropoliert oder Kunststoff dekorativ verchromt werden sollen.
SurTec wurde 1993 in einem Management-Buy-Out aus dem Unileverkonzern gegründet. Seit 2011 gehört die Gruppe zur Freudenberg Chemical Specialities, München.

## Capol

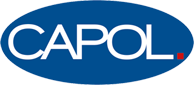
Logo Capol GmbH

Die 1975 gegründete CAPOL GmbH entwickelt und produziert ein breites Spektrum an Oberflächenveredelungen wie Glanz-, Trenn-, Versiegelungs- und Andeckmittel für die Süsswarenindustrie sowie die Hersteller von Nahrungsergänzungsmitteln (VMS: Vitamine, Mineralien und Supplemente) und Tierfutter. Hauptsitz ist Elmshorn.
Die CAPOL GmbH ist seit 2013 Teil von Freudenberg Chemical Specialities einer Geschäftsgruppe der Freudenberg & Co. KG, Weinheim.